# Cephalotes columbicus
Cephalotes columbicus är en myrart som först beskrevs av Auguste-Henri Forel 1912.  Cephalotes columbicus ingår i släktet Cephalotes och familjen myror. Inga underarter finns listade.